# Les Moussières
Les Moussières település Franciaországban, Jura megyében. Lakosainak száma 159 fő (2022. január 1.). Les Moussières Bellecombe, Coiserette, Coyrière, La Pesse, Villard-Saint-Sauveur és Septmoncel les Molunes községekkel határos.

## Népesség
A település népességének változása:
| Lakosok száma | 226  | 209  | 206  | 187  | 179  | 168  | 167  | 160  | 160  | 159  |
|               | 1968 | 1982 | 1990 | 2006 | 2013 | 2015 | 2017 | 2019 | 2020 | 2022 |